# Varitrella conspersa
Varitrella conspersa är en insektsart som först beskrevs av Carl Stål 1877.  Varitrella conspersa ingår i släktet Varitrella och familjen syrsor. Inga underarter finns listade i Catalogue of Life.